# 阮曰青
阮曰青（1931年3月31日—1970年5月2日），是一位越南共和國陸軍（南越陸軍）的中將，生於法屬印度支那隆安省。  
阮曰青曾在越南共和國陸軍服役，並在1968年至1970年間擔任第4軍軍長。
1970年5月，阮曰青在柬埔寨因為搭乘的直升機跟美軍的眼鏡蛇直升機相撞而身亡。

## 評價
- 原越南共和國軍中校阮茂貴（Nguyễn Mậu Quý）[1]評價道：“他（阮曰青）的一生只知道服務， 服務和服務，至公無私，爲國奉獻......我驚呆了。就這樣結束了！一顆明亮的星星熄滅了。軍隊失去了一位才華橫溢、公明正直的將軍和一級全心全意愛惜士兵的指揮官。”[2]

## 外部連結
- Two Fighting Generals Generals Do Cao Tri and Nguyen Viet Thanh （页面存档备份，存于）
- Republic of Vietnam Armed Forces Reunion 2003
- Vietnam War Bibliography: The ARVN and the RVN
- History of the Army of the Republic of Vietnam
- Hue Massacre Tet Offensive Photos
- Liberation of Giai Phong Dan Toi from Communist Viet Cong by Army of the Republic of Vietnam: Photos
- The Battle for Hue, 1968 by James H. Willbanks